# جائزة سان مارينو الكبرى 1986
جائزة سان مارينو الكبرى 1986 هو سباق فورمولا 1 أقيم بتاريخ 27 أبريل 1986 في حلبة إنزو دينو فيراري، إيمولا، إميليا-رومانيا، إيطاليا. كان الثالث من أصل 16 في بطولة العالم لسباقات الفورمولا واحد موسم 1986. حلّ الفرنسي ألن بروست أولا بينما جاء البرازيلي نيلسون بيكيه في المركز الثاني وحصل على المركز الثالث النمساوي غيرهارد بيرغر.